# Бойн
Бойн (англ. Boyne, ирл. Abhainn na Bóinne) — река в провинции Ленстер в Ирландии. Берёт начало в деревне Кёрбери в графстве Килдер и течёт на северо-восток по графству Мит. Длина реки 112 километров. В месте впадения реки Бойн в Ирландское море находится город Дроэда.
Несмотря на небольшую протяжённость, река имеет большое культурное значение. В её долине имеется множество исторических мест и архитектурных памятников, в том числе ансамбль курганов эпохи неолита, включённый во Всемирное наследие ЮНЕСКО. Река протекает рядом с исторически известным городом Трим, замком Трим и холмом Тара. Главное сражение в истории Ирландии — Битва на реке Бойн во время Вильямитской войны — произошло в долине этой реки. Навигация на реке проходила по многочисленным каналам, параллельным реке, в настоящее время ведутся работы по восстановлению судоходства. В реке водится лосось и форель.